# Євангелічна церква Салем (Мілвокі, Вісконсин)
43°01′13″ пн. ш. 87°55′32″ зх. д. / 43.02035° пн. ш. 87.92556° зх. д.
Євангелічна церква Салем (також відома як Українська католицька церква св. Михайла) — це скромна вікторіанська готична церква, побудована 1874 року в Мілвокі, штат Вісконсин. Була додана до Національного реєстру історичних місць у 1987 році за її архітектурне значення та за те, що була «найстарішою церковною спорудою, що збереглася на південній стороні ... пов'язаною з німецькою конгрегацією».
Біля Південної сторони Мілвокі було заселено на початку 1850-х років поєднанням німецьких іммігрантів та янкі, а інші іммігранти приєдналися пізніше. У 1865 році Євангелічна церква Сіону за адресою Західний Гринфілд 1418 розпочала місію для обслуговування місцевих німецьких іммігрантів, що утворили Салемську конгрегацію в 1867 році. Спочатку Салем придбав каркасну будівлю лютеранської церкви, але до 1874 року вони переросли це, тому збудували будівлю, що є і предметом цієї статті.
Будівля 1874 року невелика та симетрична, із цегляними стінами на вапняковому фундаменті. Вікна мають ланцетні вершини, ідентифікуючи архітектурний стиль як готичне відродження. Вікна обрамлені неглибокими цегляними пілястрами, а декоративний малюнок оброблений в цеглу під навісами. Вхідні двері — в основі квадратної вежі, яка піднімається до восьмигранної дерев'яної дзвіниці, потім шпиля, та хреста у верхній частині. Вартість в 1874 році становила 6849,34 доларів.
У 1934 році будівлю зайняла Польська національна католицька церква Святого Серця Ісуса. Це були дисиденти з римо-католицизму, які не визнали Папу Римського. Вони розпустилися в 1953 році, коли їх священник вийшов на пенсію.
У 1953 році Українська католицька церква Святого Михайла переїхала в будівлю і досі є єдиною Українською римо-католицькою церквою у Вісконсині. Ікони та іконостас усередині є характерними для цієї останньої церкви, а не оригінальними.
NRHP (Національний реєстр історичних місць) визнає будівлю церкви Салема як найдавнішу цегляну церкву готичного відродження на півдні, найдавнішу церкву, що збереглася, пов'язану з німецькою конгрегацією, та найкращий приклад скромних церков, побудованих піонерськими конгрегаціями в нових районах у роки після цивільної війни.